# Magnus Cort Nielsen
Magnus Cort Nielsen (Bornholm, 16 gennaio 1993) è un ciclista su strada danese che corre per l'Uno-X Mobility..
Professionista dal 2012, nel 2014 ha vinto undici gare del calendario UCI Europe Tour. Cort Nielsen ha vinto sei tappe alla Vuelta a España (due nel 2016, una nel 2020 e tre nel 2021), due tappe al Tour de France (una nel 2018 e una nel 2022) e una al Giro d'Italia nel 2023.

## Palmarès

### Strada
- 2011 (Juniores)

Campionati danesi, Prova in linea Juniors
3ª tappa, 2ª semitappa Corsa della Pace Juniores (Roudnice > Roudnice)
4ª tappa Corsa della Pace Juniores (Teplice > Altenberg)
Classifica generale Corsa della Pace Juniores
- 2013 (Team Cult Energy, tre vittorie)

6ª tappa Internationale Thüringen Rundfahrt (Ichtershausen > Ichtershausen)
1ª tappa Post Danmark Rundt (Silkeborg > Varde)
4ª tappa Post Danmark Rundt (Høng > Asnaes)
- 2014 (Team Cult Energy, undici vittorie)

1ª tappa Istrian Spring Trophy (Umag > Labin)
2ª tappa Istrian Spring Trophy (Vrsar > Motovun)
Classifica generale Istrian Spring Trophy
Himmerland Rundt
Destination Thy
Ringerike Grand Prix
3ª tappa Ronde de l'Oise (Crèvecoeur-le-Grand > Nanteuil-le-Haudouin)
4ª tappa Ronde de l'Oise (Chambly > Liancourt)
Classifica generale Ronde de l'Oise
3ª tappa Tour des Fjords (Hjelmeland > Forsand)
1ª tappa Giro di Danimarca (Hobro > Mariager)
- 2016 (Orica-BikeExchange, tre vittorie)

2ª tappa Giro di Danimarca (Rømø > Sønderborg)
18ª tappa Vuelta a España (Requena > Gandia)
21ª tappa Vuelta a España (Las Rozas > Madrid)
- 2017 (Orica-Scott, due vittorie)

3ª tappa Volta a la Comunitat Valenciana (Canals > Riba-roja de Túria)
Clásica de Almería
- 2018 (Astana Pro Team, quattro vittorie)

4ª tappa Tour of Oman (Yiti > Ministry of Tourism)
2ª tappa Tour de Yorkshire (Barnsley > Ilkley)
15ª tappa Tour de France (Millau > Carcassonne)
5ª tappa BinckBank Tour (Sint-Pieters-Leeuw > Lanaken)
- 2019 (Astana Pro Team, una vittoria)

4ª tappa Parigi-Nizza (Vichy > Pélussin)
- 2020 (EF Pro Cycling, due vittorie)

2ª tappa Étoile de Bessèges (Milhaud > Poulx)
16ª tappa Vuelta a España (Salamanca > Ciudad Rodrigo)
- 2021 (EF Education-Nippo, cinque vittorie)

8ª tappa Parigi-Nizza (Le Plan-du-Var > Levens)
4ª tappa Route d'Occitanie (Lavelanet-Pays d'Olmes > Castello di Peyrepertuse)
6ª tappa Vuelta a España (Requena > Alto de Cullera)
12ª tappa Vuelta a España (Jaén > Cordova)
19ª tappa Vuelta a España (Tapia > Monforte de Lemos)
- 2022 (EF Education-EasyPost, due vittorie)

1ª tappa Gran Camiño (O Porriño > Vigo)
10ª tappa Tour de France (Morzine-Portes du Soleil > Megève)
- 2023 (EF Education-EasyPost, tre vittorie)

2ª tappa Volta ao Algarve (Sagres > Alto da Fóia)
3ª tappa Volta ao Algarve (Faro > Tavira)
10ª tappa Giro d'Italia (Scandiano > Viareggio)
- 2024 (Uno-X Mobility, cinque vittorie)

2ª tappa Giro del Delfinato (Gannat > Col de la Loge)
4ª tappa Arctic Race of Norway (Glomfjord > Bodø)
Classifica generale Arctic Race of Norway
2ª tappa Giro di Danimarca (Ringkøbing > Vejle)
Veneto Classic
- 2025 (Uno-X Mobility, tre vittorie)

1ª tappa Gran Camiño (Maia > Matosinhos)
2ª tappa Gran Camiño (Marín > A Estrada)
5ª tappa Gran Camiño (Betanzos > Santiago de Compostela)

#### Altri successi
- 2011 (Juniores)

Classifica a punti Corsa della Pace Juniores
- 2013 (Team Cult Energy)

Randers
Brugsen Askov Lobet
Classifica scalatori Internationale Thüringen Rundfahrt
1ª tappa Tour de Liège (Blegny > Blegny)
- 2014 (Team Cult Energy)

Ascheffel
Bornfondo
Classifica giovani Tour des Fjords
Classifica a punti Ronde de l'Oise
Classifica giovani Ronde de l'Oise
Classifica generale Post Cup
- 2015 (Orica-BikeExchange)

Roskilde
Thy CR
- 2018 (Astana Pro Team)

Classifica giovani Dubai Tour
- 2019 (Astana Pro Team)

Classifica scalatori Deutschland Tour
- 2020 (EF Pro Cycling)

Classifica a punti Étoile de Bessèges
- 2023 (EF Education-EasyPost)

Classifica a punti Volta ao Algarve
- 2024 (Uno-X Mobility)

Classifica a punti Arctic Race of Norway
- 2025 (Uno-X Mobility)

Classifica a punti Gran Camiño

### Ciclocross
- 2010-2011

Campionati danesi, Prova Juniores

## Piazzamenti

### Grandi Giri
- Giro d'Italia

2022: 95º
2023: 62º
- Tour de France

2018: 68º
2019: 104º
2021: 56º
2022: non partito (15ª tappa)
2023: 96º
2024: 57º
2025: 130º
- Vuelta a España

2016: 133º
2017: 126º
2020: 67º
2021: 77º

### Classiche monumento
- Milano-Sanremo

2017: 11º
2018: 8º
2019: 15º
2020: 100º
2021: 61º
2023: 14º
2025: 6º
- Giro delle Fiandre

2015: 102º
2016: 53º
2017: 30º
2018: 20º
2019: 108º
- Parigi-Roubaix

2015: 132º
2016: 43º
2017: ritirato
2018: ritirato
2019: ritirato
- Liegi-Bastogne-Liegi

2025: 84º
- Giro di Lombardia

2020: fuori tempo massimo

### Competizioni mondiali
- Campionati del mondo su strada

Copenaghen 2011 - In linea Juniors: 48º
Limburgo 2012 - In linea Under-23: 62º
Toscana 2013 - Cronosquadre: 27º
Toscana 2013 - In linea Under-23: 36º
Ponferrada 2014 - In linea Under-23: 22º
Doha 2016 - In linea Elite: 29º
Bergen 2017 - In linea Elite: 29º
Innsbruck 2018 - Cronosquadre: ritirato
Yorkshire 2019 - In linea Elite: ritirato
Fiandre 2021 - Staffetta: 6º
Fiandre 2021 - In linea Elite: ritirato
Wollongong 2022 - Cronometro Elite: 21º
Wollongong 2022 - Staffetta: 6º
Wollongong 2022 - In linea Elite: 35º
Glasgow 2023 - In linea Elite: ritirato
Zurigo 2024 - Staffetta: 5º
Zurigo 2024 - In linea Elite: 24º
- Campionati del mondo gravel

Veneto 2022 - Elite: 6º

### Competizioni europee
- Campionati europei su strada

Herning 2017 - In linea Elite: 25º
Glasgow 2018 - In linea Elite: ritirato
Alkmaar 2019 - In linea Elite: ritirato